# Polypedates cruciger
Polypedates cruciger is een kikker uit de familie schuimnestboomkikkers (Rhacophoridae). De soort werd voor het eerst wetenschappelijk beschreven door Edward Blyth in 1852.
De soort is endemisch in Sri Lanka. Daniels en Ravichandran vonden de soort in 1990 ook in de West-Ghats in India, maar deze specimens zijn later in de nieuwe soort Polypedates pseudocruciger ingedeeld.
Het is een vrij grote schuimnestboomkikker (mannetjes 60 mm, vrouwtjes 90 mm lang). Hij komt algemeen voor, zowel in natte als de droge gebieden, en kan worden aangetroffen in tuinen en woningen.